# Balas Perdidas
Balas Perdidas (no original em inglês, Stray Bullets) é uma série de revistas em quadrinhos publicada entre 1995 e 2005 de forma independente pelo seu próprio criador, o escritor e desenhista David Lapham. 40 edições foram publicadas durante esse período, e a partir de 2014, Lapham retomou a série, com a 41ª edição publicada pela editora americana Image Comics. Desde então, a série tem sido publicada pela editora, mas através de minisséries independentes, sendo a primeira Stray Bullets: Killers e, tanto o novo material quanto a série original foram recebidas com entusiasmo por crítica e público. A publicação em português da série rendeu a Lapham uma indicação bem-sucedida ao Trófeu HQ Mix em 2000 e a série foi indicada ao Eisner Awards na categoria "Melhor Série" em 1996 e 2005 e na categoria "Melhor Nova Série" em 1996. Lapham, por sua vez, foi indicado 6 vezes à categoria "Melhor Roteirista/Ilustrador" em 1996, 1997, 1998, 1999, 2000 e 2005, vencendo apenas a primeira.